# Nebaliella caboti
Nebaliella caboti is een kreeftachtigensoort uit de familie van de Nebaliidae. De wetenschappelijke naam van de soort is voor het eerst geldig gepubliceerd in 1932 door Clark.